# Символы культуры полей погребальных урн
|           | 0  |
| /         | 1  |
| //        | 2  |
| ///       | 3  |
| ////      | 4  |
| \         | 5  |
| /\        | 6  |
| //\       | 7  |
| ///\      | 8  |
| ////\     | 9  |
| \\        | 10 |
| /\\       | 11 |
| //\\      | 12 |
| ///\\     | 13 |
| ////\\    | 14 |
| \\\       | 15 |
| /\\\      | 16 |
| //\\\     | 17 |
| ///\\\    | 18 |
| ////\\\   | 19 |
| \\\\      | 20 |
| /\\\\     | 21 |
| //\\\\    | 22 |
| ///\\\\   | 23 |
| ////\\\\  | 24 |
| \\\\\     | 25 |
| /\\\\\    | 26 |
| //\\\\\   | 27 |
| ///\\\\\  | 28 |
| ////\\\\\ | 29 |

Серия символов, интерпретированных как примитивные цифры, обнаружена на вотивных бронзовых «серпах» раннего периода центральноевропейской культуры полей погребальных урн, около 1200 года до н. э.
В 1946 году близ деревни Франклебен (ныне территория Браунсбедры) было обнаружено более 250 «серпов», относящихся к периоду 1500—1250 годов до н. э. В целом в окрестностях Зале было обнаружено около 600 таких «серпов» и других объектов, скорее всего, ритуального назначения (на объектах отсутствуют признаки их бытового использования).
На серпах были изображены знаки: простые черты на месте рукоятки, и более сложные знаки в углу лезвия или в основании. Простые черты были истолкованы как числительные (см. таблицу справа). Интерпретация основана на форме «серпов», которые напоминают месяц; предполагается, что система счёта была пятеричной (косая черта с наклоном влево означала 1, вправо — 5, или наоборот, при этом максимальное число было 29 — как количество дней в лунном календаре.
Позднее были обнаружены и другие объекты конца бронзового века с подобными символами, в частности, печать из Рутена (район современного Любца, конец бронзового века) с символом ////\\\\\ и амфора из Косвига (Coswig, около 1200—1000 года до н. э.) с символом ////\\\\\ и рядом других символов.
Часть символов до сих пор не поддаётся интерпретации. Тем не менее их можно сгруппировать по определённым признакам (см. таблицу ниже).
| 40 | 41 | 42 | 43 | 44 | 45 | 46 | 47 | 48      | 49 |
| 50 | 51 | 52 | 53 | 54 | 55 | 56 | 57 | ● 58    | 59 |
| 60 | 61 | 62 | 63 | 64 | 65 | 66 | 67 | ●● 68   | 69 |
| 70 | 71 | 72 | 73 | 74 | 75 | 76 | 77 | ●●● 78  | 79 |
| 80 | 81 | 82 | 83 | 84 | 85 | 86 | 87 | ●●●● 88 | 89 |

До настоящего времени некоторые из символов не отнесены ни к одной из групп:
| 16 | 22 | 25 | 26 | 33 | 36 | 42 | 43 | 69 |

Символы № 22, 25, 33, 36, 43 и 69, а также 52, 53, 54, 56, 62, 63, 64, 66, 73, 74, 84 и 86 изображены на основаниях серпов. Символы 16, 26 и 42, а также 44, 52, 54, 55, 57, 58, 62, 64, 67, 68, 72, 74, 77, 78, 82, 84, 85, 87 и 88 изображены на углах серпов. Символы 52, 54, 62, 64, 74 и 84 могут быть изображены и в основании, и на углах.
Знаки трактуются одними исследователями как клейма (указывающие на принадлежность предметов определённому лицу), другими — как пиктограммы, третьими — как протописьменность, использовавшаяся, вероятно, для записи пракельтского и (или) праиталийского языка. 
По одной из версий, это силлабограммы (знаки слоговой азбуки), где числа записывались пиктограммами (см. выше). На это указывает количество знаков — около ста — и характерная форма значков для цифр.